# San Juan Chen
San Juan Chen är en ort i Mexiko.   Den ligger i kommunen Chemax och delstaten Yucatán, i den östra delen av landet, 1 200 km öster om huvudstaden Mexico City. San Juan Chen ligger 23 meter över havet och antalet invånare är 430.
Terrängen runt San Juan Chen är mycket platt. Runt San Juan Chen är det glesbefolkat, med 20 invånare per kvadratkilometer. Närmaste större samhälle är Nuevo Xcán, 14,7 km öster om San Juan Chen. I omgivningarna runt San Juan Chen växer i huvudsak städsegrön lövskog.